# L'Étranger de l'espace
Pour plus de détails, voir Fiche technique et Distribution.
L'Étranger de l'espace (Fratello dello spazio) est un film de science-fiction italien réalisé par Mario Gariazzo et sorti en 1988.

## Synopsis
La déclaration suivante est mise en exergue, au début du film :

« Cette aventure, bien que modifiée, est inspirée d'un événement qui s'est réellement produit aux États-Unis et classé top secret. Tous les noms de lieux et de personnes ont été changés. »

Mario Palazzo — ancien membre du National Investigations Committee On Aerial Phenomena à Washington.
À la suite d'un dysfonctionnement, un vaisseau spatial extraterrestre termine sa course sur Terre. Son unique survivant entre en contact avec une fille aveugle et médium. L'armée commence les recherche pour le capturer. La jeune fille et ses deux compagnons de voyage, un prêtre et un ami, tentent d'aider l'extraterrestre, mais en vain.

## Fiche technique
- Titre français : L'Étranger de l'espace[1] ou Le frère venu de l'espace (passage télévisuel)
- Titre original italien : Fratello dello spazio[2]
- Titre espagnol : Hermano del espacio ou El regreso del extraterrestre
- Réalisation : Mario Gariazzo (sous le nom de « Roy Garrett »)
- Scénario : Mario Gariazzo, José L. Martin
- Photographie :	Alejandro Ulloa
- Montage : Gianfranco Amicucci, José Antonio Rojo
- Musique :	Franco Campanino
- Production : Luigi Borghese, José Frade
- Société de production : Constan Films S.A., Calepas International
- Pays de production :  Italie -  Espagne
- Langue originale : italien
- Format : Couleurs
- Durée : 83 minutes
- Genre : Film de science-fiction
- Dates de sortie :
  - Espagne : 21 juin 1988
  - France : 1988
  - Italie : 4 août 2017 (passage télévisuel)

## Distribution
- Martin Balsam : Père Howard
- Agostina Belli : Jenny
- Silvia Tortosa Davis : Evelyn
- William Berger : Colonel Grant
- Geoffrey Reyli :
- Eduardo Fajardo : Général Bradley
- Manuel Gallardo : le shérif
- John Donovan :
- Enzo Robutti : la majordome

## Production et exploitation
Le film a été tourné en 1984 en Californie, mais n'atteint les salles de cinéma pour la première fois qu'en juin 1988, en Espagne,.
Il n'a pas été distribué en Italie, bien que doublé en italien, et n'est diffusé pour la première fois à la télévision italienne, sur la chaine IRIS (it), que le 4 août 2017, 33 ans après son tournage.

### Accueil critique
Enrico Lancia et Fabio Melelli (2006) décrivent L'Étranger de l'espace comme un « film de science-fiction délirant » et un « space-opéra hors du temps à l'emballage médiocre ».